# Едвард Коук
Сер Едвард Коук (англ. Edward Coke, також Кок) — англійський юрист, судовий діяч та політик, автор класичних юридичних праць з англійського (загального) права. Був одним з найвідоміших та найавторитетніших юристів часів Єлизавети І  та Якова І.
Коук зробив успішну юридичну кар’єру послідовно займаючи посади адвоката, судового чиновника (Recorder'a в Норвічі, Ковентрі та Лондоні), спікера палати громад, генерального соліситора (королівського адвоката), генерального атторнея, головного судді Суду загальних прохань, головного судді Суду королівської лави (тобто Лорда головного судді Англії, 1613 — 1616 рр.) та члена парламенту. На думку лорда Деннінга, Коук був реформатором, котрий був безжалісним та несправедливим як генеральний атторней (прокурор), але мудрим і справедливим як голова суду. 
Ґрунтуючись на тривалому досвіді роботи у суді, Коук підготував декілька практичних праць, що здобули славу авторитетних книг, стали додатковими доктринальними джерелами англійського права і лягли в основу англійського конституціоналізму. Це його праці Інститути (The Institutes, або ж The Institutes of the Laws of England — «Інститути законів Англії») у 4-х томах (1628 — 1641) та Звіти (Reports) у 13-ти томах (перші одинадцять томів видані впродовж 1600 — 1615, два останні томи видані після смерті автора). Відомий історик англійського права лорд Холдсворт порівнював значення Коука для розвитку приватного та публічного права Англії зі значенням Бекона для філософії та Шекспіра для англійської літератури. 

### Додаткові посилання
- Coke, Sir Edward (1552 — 1634) // Britannica Concise Encyclopedia. — P. 430.
- Coke, Sir Edward (1552-1634) [Архівовано 30 листопада 2020 у Wayback Machine.] // The Oxford Companion to English Literature, 6th Edition. — P. 215.
- Edward Coke 1552 — 1634 // © 2019 Intriguing History. [Архівовано 5 грудня 2020 у Wayback Machine.]
- Coke, Sir Edward (1552 — 1634) // © 2004 - 2020 Liberty Fund, Inc. [Архівовано 10 листопада 2020 у Wayback Machine.]
- Sir Edward Coke // in: Helen Campbell. English Legal System — University of Trier International Legal Studies [Архівовано 11 листопада 2020 у Wayback Machine.]
- Tyler, Amanda L. A 'Second Magna Carta': The English Habeas Corpus Act and the Statutory Origins of the Habeas Privilege (2016) [Архівовано 10 листопада 2020 у Wayback Machine.] (add link [Архівовано 17 листопада 2020 у Wayback Machine.])
- Sir Edward Coke // in: William Searle Holdsworth. Some makers of English law: the Tagore lectures, 1937 — 38. [Архівовано 17 листопада 2020 у Wayback Machine.]
- Coke, Sir Edward (1552–1634) // The Macmillan Dictionary of Biography. — London, 1981. —  P. 186. [Архівовано 11 листопада 2020 у Wayback Machine.]
- Allen D. Boyer. Coke, Sir Edward (1552–1634) // Oxford Dictionary of National Biography [Архівовано 2 березня 2021 у Wayback Machine.]
- Coke, Sir Edward (1552–1634) // Charles Arnold-Baker. The Companion to British History. — Routledge, 2001. — P. 330.
- C N Trueman "Sir Edward Coke" // History Learning Site [Архівовано 17 листопада 2020 у Wayback Machine.]
- Sir Edward Coke (Lord Chief Justice, 1613-16) [Архівовано 11 листопада 2020 у Wayback Machine.] // The Diary of Samuel Pepys. Daily entries from the 17th century London diary (This text was copied from Wikipedia)
- Works by Edward Coke // Wythepedia (The George Wythe Encyclopedia) [Архівовано 3 березня 2021 у Wayback Machine.]
- Sir Edward Coke. Lecture [Архівовано 19 листопада 2020 у Wayback Machine.] // Selden Society, © 2016 Supreme Court Library Queensland
- T. Vincent Attorney. Lord Coke. Legal Maxims and Other Quotes by Lord Coke, 1552-1634. [Архівовано 12 листопада 2020 у Wayback Machine.]
- “The Fundamental Code of the English Law”: Thomas Jefferson and Edward Coke’s Institutes of the Lawes of England [Архівовано 13 листопада 2020 у Wayback Machine.]
- William Holdsworth. Sir Edward Coke // The Cambridge Law Journal. — 1935. — Vol. 5, No. 3. — P. 332 — 346.
- MacKinnon F.D. Sir Edward Coke // The Law Quarterly Review. 1935. Vol. 51, №202. P. 289 — 298.
- Works by or about Sir Edward Coke at Internet Archive
- A readable edition of Coke upon Littleton (The Life of Sir Edward Coke: Lord Chief Justice of England in the Reign of James I.)
- The Life of Sir Edward Coke: Lord Chief Justice of England in the Reign of James I., with Memoirs of His Contemporaries, Volume 1 — 2. by Johnson Cuthbert. 1845.
- Life of Sir Edward Coke // The Lives of the Chief Justices of England from the Norman Conquest till the death of Lord Mansfield ; v.1 / by John Lord Campbell. London: John Murray, 1849.
- Biographia Juridica: A Biographical Dictionary of the Judges of England from the Conquest to the Present Time, 1066–1870. John Murray. London. 1870.
- Coke: Selected Readings on Sir Edward Coke